# Margherita di Ginevra
Beatrice-Margherita di Ginevra (Ginevra, 1180 circa – Pierre-Châtel, 8 aprile 1257) fu contessa consorte di Savoia, in quanto moglie del conte Tommaso I di Savoia, dal 1196 al 1233, anno della morte di quest'ultimo.

## Origine
Margherita, secondo lo storico inglese Charles Previté-Orton, era figlia del Conte di Ginevra, Guglielmo I; anche lo storico francese, Victor Flour de Saint-Genis, sostiene che era figlia del Conte di Ginevra, Guglielmo I e della signora di Faucigny, Beatrice, e che veniva chiamata anche Beatrice; Charles Previté-Orton sostiene che oltre che Beatrice, Margherita veniva chiamata anche Nicola; anche la Chronica Albrici Monachi Trium Fontium cita i genitori di Margherita, confermando che la madre era discendente dei signori di Faucigny.
Guglielmo I di Ginevra, secondo la Bibliotheca Sebusiana, Centuria II era figlio del Conte di Ginevra, Amedeo I (Amedeus Gebennensis comes) e di Matilde (Matildis uxoris mæ) di Cuiseaux.
Secondo lo storico francese, Samuel Guichenon, nel suo Histoire généalogique de la royale maison de Savoie, Margherita di Ginevra e Beatrice di Faucigny erano le due mogli di Tommaso I di Savoia; la prima non gli diede figli, ed i figli furono tutti della seconda moglie.

## Biografia

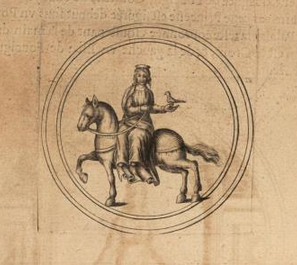
Beatrice-Margherita di Ginevra nella "Histoire généalogique de la royale Maison de Savoie" (1660).

Esiste una diceria, riportata da Samuel Guichenon, che, il padre di Margherita, Guglielmo I di Ginevra, non vedendo di buon occhio un matrimonio col conte di Savoia, Tommaso I, l'avesse promessa in moglie al re di Francia, Filippo II Augusto e, nel 1196, mentre, con la figlia, si stava recando a Parigi per le nozze, Tommaso I di Savoia tese loro un'imboscata a Rossillon nel Bugey, e, reclamando Margherita, per le nozze, rapì la contessina, la condusse in Savoia, dove si procedette alle nozze. Le sue motivazioni, riguardo all'opportunità che Margherita sposasse lui invece di Filippo, furono che il re di Francia era già sposato. In effetti il sovrano francese due anni prima aveva sposato Ingeburge di Danimarca, ma l'aveva ripudiata poco dopo, ma il papa Celestino III aveva rifiutato di annullare il matrimonio; comunque anche lo stesso Samuel Guichenon fa notare, che in quel periodo, 1196, Filippo II Augusto era già sposato ed inoltre Tommaso I di Savoia non avrebbe certamente fatto un tale affronto al re di Francia.
Alla fine Beatrice-Margherita sposò Tommaso I e divenne come sua consorte contessa di Savoia; nel documento nº 41 del Peter der Zweite, Graf von Savoyen, Markgraf in Italien, inerente alla conferma dei privilegi alla città di Susa da parte di Tommaso (Thomæ comitis et marchionis), Margherita viene citata col nome di Nicola (uxore ejus Nichola filia comitis Gebennarum).
Il documento nº 58 del Peter der Zweite, Graf von Savoyen, Markgraf in Italien, inerente all'accordo di Tommaso I con il vescovo di Sion, del 1224, venne controfirmato anche dalla moglie (Comitissa uxor Thomæ) e dai figli.
Sempre consultando i documenti del Peter der Zweite, Graf von Savoyen, Markgraf in Italien:
- nel nº 67, del 1227, viene citata come Margherita (M. comitissa Maurian. uxor Thomæ comitis Maurianensis et marchionis Italiæ)[9]
- nel nº 76, del 1231, viene citata ancora come Margherita (M. comitissa Sabaudie et marchisa in Ytalia)[10]
- nel nº 83, del 1232, che attesta l'acquisto della città di Chambéry da parte di Tommaso I, viene citata come Beatrice (Beatrix uxor comitis Thomæ,)[11].

Suo marito, Tommaso I morì il 1º marzo 1233, rendendola vedova; la Chronica Albrici Monachi Trium Fontium riporta che la morte di Tommaso I (comitis Thome de Sabaudia) è avvenuta nel 1232, mentre il documento n° DXXXVII del Regesta comitum Sabaudiae riporta la morte di Tommaso (Thomas comes Sabaudiae) al 1º marzo 1233 (1233, 1 Martii). A Tommaso succedette il figlio primogenito Amedeo, come Amedeo IV.
Margherita citata come Beatrice (Domina Beatrix de Gebennis comitissa Sabaudie et domina de Narembors, parens comitum Sabaudie) morì l'8 aprile 1257 (obiit sextus idus Aprilis Anno MCCLVII), come ci viene confermato dal documento nº 448 del Peter der Zweite, Graf von Savoyen, Markgraf in Italien. Venne sepolta, come altri membri della famiglia Savoia, presso l'Abbazia di Altacomba (Francia).

## Figli
Margherita a Tommaso I diede molti figli, tra cui quattro conti di Savoia:
- Amedeo (1197 – 1253), suo diretto successore come conte sovrano di Savoia dal 1233 al 1253[14];
- Umberto (1198 – 1223), deceduto fra marzo e novembre del 1223, in Ungheria, citato col fratello Amedeo nel documento nº 47 del Peter der Zweite, Graf von Savoyen, Markgraf in Italien (filiis suis Amedeo et Humberto)[18];
- Tommaso (1199 – 1259), citato come terzogenito dalla Chronica Albrici Monachi Trium Fontium[12], signore e conte in Piemonte, sposò Giovanna di Fiandra (†1244), divenendo così conte di Fiandra; divenne conte sovrano di Savoia dal 1253 alla morte, succedendo al fratello Amedeo IV, come reggente della contea per il figlio di quest'ultimo, Bonifacio di Savoia (1245 – 1263)
- Aimone (1200 – 1242), citato col fratello Amedeo nel documento nº 67, datato 1227, del Peter der Zweite, Graf von Savoyen, Markgraf in Italien (filii mei Amedeus et Aymo)[9], signore del Chiablese, morto per la lebbra;
- Guglielmo (1201 – 1239), vescovo di Valence e rettore di Vienne, eletto vescovo di Liegi, nel 1238[19], morto avvelenato a Viterbo (apud Viterbum potionatus) come ricorda Matteo di Parigi[20];
- Amedeo, († 1256), dal 1236, vescovo di Saint-Jean de Maurienne (Amedeus episcopus Maurianensis)[21];
- Pietro (1203 – 1268), citato con i fratelli chierici nel documento nº 58 del Peter der Zweite, Graf von Savoyen, Markgraf in Italien (quatuor filii clerici videl. Willelmus, Thomas, Petrus et Bonifacius)[8], dal 1233 Signore del Vaud, che risiedette a lungo in Inghilterra, dove divenne conte di Richmond ed infine, nel 1263, divenne conte sovrano di Savoia succedendo al nipote Bonifacio di Savoia, che era morto senza eredi maschi;
- Filippo (1207 – 1285), citato col fratello Bonifacio nel documento nº 123, datato 1240, del Peter der Zweite, Graf von Savoyen, Markgraf in Italien (fratribus suis B. Bellicensi Electo et Philippo Metensi Primicerio)[22], divenne arcivescovo di Lione, il quale poi però ritornò allo stato laico, sposando la contessa palatina di Borgogna ed infine nel 1268 divenne conte di Savoia, succedendo al fratello Pietro II, morto senza eredi maschi;
- Bonifacio (1217 – 1270), citato col fratello Filippo nel documento nº 123, datato 1240, del Peter der Zweite, Graf von Savoyen, Markgraf in Italien (fratribus suis B. Bellicensi Electo et Philippo Metensi Primicerio)[22], arcivescovo di Canterbury, beatificato nel 1838 da papa Gregorio XVI;
- Beatrice (1206 – 1266), andata sposa nel dicembre del 1219 a Raimondo Berengario IV, conte di Provenza[23] (1209 – 1245) e fu madre di ben quattro regine:
  - Margherita (1221 – 1295), moglie di Luigi IX di Francia;
  - Eleonora (1223 – 1291), moglie di Enrico III d'Inghilterra;
  - Sancha (1228 – 1261), seconda moglie di Riccardo di Cornovaglia (1209 – 1272), Re dei Romani;
  - Beatrice (1231 – 1267), moglie di Carlo I di Sicilia;
- Alasia o Alice († 1277), badessa del monastero di St. Pierre in Lione[24];
- Agata († 1279), badessa del monastero di St. Pierre in Lione[24];
- Margherita, (1202 †1273), andata sposa nel 1218 ad Hartmann I di Kyburg[25];
- Avita († 1292), che sposò Baldovino di Reviers, settimo Conte di Devon come riporta Matteo di Parigi[26].

## Ascendenza
|                        |                       |                                  | Genitori |  |  | Nonni |  |  | Bisnonni            |  |  | Trisnonni             |  |
|                        |                       |                                  |          |  |  |       |  |  | Aimone I di Ginevra |  |  | Geroldo II di Ginevra |  |
|                        |                       |                                  |          |  |  |       |  |  | Aimone I di Ginevra |  |  | Geroldo II di Ginevra |  |
|                        |                       | Tetberga di Svevia               |          |  |  |       |  |  | Aimone I di Ginevra |  |  |                       |  |
| Amedeo I di Ginevra    |                       |                                  |          |  |  |       |  |  | Aimone I di Ginevra |  |  |                       |  |
|                        |                       | Ita di Faucigny ou Glâne         | …        |  |  |       |  |  |                     |  |  |                       |  |
|                        |                       | Ita di Faucigny ou Glâne         | …        |  |  |       |  |  |                     |  |  |                       |  |
|                        |                       | Ita di Faucigny ou Glâne         | …        |  |  |       |  |  |                     |  |  |                       |  |
| Guglielmo I di Ginevra |                       | Ita di Faucigny ou Glâne         |          |  |  |       |  |  |                     |  |  |                       |  |
|                        |                       | Ugo I di Cuiseaux e di Clairvaux | …        |  |  |       |  |  |                     |  |  |                       |  |
|                        |                       | Ugo I di Cuiseaux e di Clairvaux | …        |  |  |       |  |  |                     |  |  |                       |  |
|                        |                       | Ugo I di Cuiseaux e di Clairvaux | …        |  |  |       |  |  |                     |  |  |                       |  |
| Matilde di Cuiseaux    |                       | Ugo I di Cuiseaux e di Clairvaux |          |  |  |       |  |  |                     |  |  |                       |  |
|                        |                       | Adelina                          | …        |  |  |       |  |  |                     |  |  |                       |  |
|                        |                       | Adelina                          | …        |  |  |       |  |  |                     |  |  |                       |  |
|                        |                       | Adelina                          | …        |  |  |       |  |  |                     |  |  |                       |  |
| Margherita di Ginevra  |                       | Adelina                          |          |  |  |       |  |  |                     |  |  |                       |  |
|                        | Rodolfo I di Faucigny | …                                |          |  |  |       |  |  |                     |  |  |                       |  |
|                        | Rodolfo I di Faucigny | …                                |          |  |  |       |  |  |                     |  |  |                       |  |
|                        | Rodolfo I di Faucigny | …                                |          |  |  |       |  |  |                     |  |  |                       |  |
| Aimone I di Faucigny   | Rodolfo I di Faucigny |                                  |          |  |  |       |  |  |                     |  |  |                       |  |
|                        |                       | …                                | …        |  |  |       |  |  |                     |  |  |                       |  |
|                        |                       | …                                | …        |  |  |       |  |  |                     |  |  |                       |  |
|                        |                       | …                                | …        |  |  |       |  |  |                     |  |  |                       |  |
| Beatrice di Faucigny   |                       | …                                |          |  |  |       |  |  |                     |  |  |                       |  |
|                        |                       | …                                | …        |  |  |       |  |  |                     |  |  |                       |  |
|                        |                       | …                                | …        |  |  |       |  |  |                     |  |  |                       |  |
|                        |                       | …                                | …        |  |  |       |  |  |                     |  |  |                       |  |
| Clémence di Briançon   |                       | …                                |          |  |  |       |  |  |                     |  |  |                       |  |
|                        |                       | …                                | …        |  |  |       |  |  |                     |  |  |                       |  |
|                        |                       | …                                | …        |  |  |       |  |  |                     |  |  |                       |  |
|                        |                       | …                                | …        |  |  |       |  |  |                     |  |  |                       |  |
|                        |                       | …                                |          |  |  |       |  |  |                     |  |  |                       |  |

### Fonti primarie
- (LA)  Matthæi Parisiensis, Monachi Sancti Albani, Chronica Majorar, vol. III.
- (LA)  Matthæi Parisiensis, Monachi Sancti Albani, Chronica Majorar, vol. V.
- (LA)  Monumenta Germaniae Historica, Scriptores, tomus XXIII)
- (LA)  Regesta comitum Sabaudiae
- (LA)  Chartes du diocèse de Maurienne
- (LA)  Peter der Zweite, Graf von Savoyen, Markgraf in Italien
- (LA)  Cartulare monasterii beatorum Petri et Pauli de Domina.
- (LA, FR)  Regeste dauphinois, ou Répertoire chronologique et analytique des documents, tome I, fascicolo II.
- (LA, IT)  Il conte Umberto I (Biancamano) e il re Ardoino: ricerche e documenti
- (LA, IT)  Documenti sigilli e monete appartenenti alla storia della monarchia di Savoia
- (LA)  Bibliotheca Sebusiana, Centuria II

### Letteratura storiografica
- (FR)  Histoire de Savoie, d'après les documents originaux,... par Victor... Flour de Saint-Genis. Tome 1
- (FR)  Histoire généalogique de la royale maison de Savoie, justifiée par titres, ..par Guichenon, Samuel
- (EN)  The early history of the house of Savoy (1000-1233)